# Andante (storia a fumetti)
Andante è la trentaduesima storia a fumetti di Valentina, celebre personaggio creato da Guido Crepax. Valentina, ancora in compagnia di Effi, riprende la relazione con Bruno (interrotta alla fine di Nostalgia).

## Trama
Valentina ed Effi si recano a Monaco per recuperare i libri di Effi, che le servono per proseguire i suoi studi di etologia. Prima di partire, Valentina le taglia i capelli corti e durante il viaggio in treno dormono insieme. A Monaco, visitano luoghi d'arte e vanno al cinema. La sera, a letto, Effi bacia Valentina.
A teatro, durante l'intervallo di Tristano e Isotta, Valentina incontra Bruno, che le critica il nuovo taglio di capelli. Successivamente, Effi suggerisce a Valentina un taglio a caschetto ispirato a Louise Brooks; Valentina lo adotta, ma più per compiacere Bruno. Al ritorno di Valentina da un incontro con lui, Effi si mostra gelosa. Valentina tenta di farli conoscere, ma Effi continua a essere gelosa e aggressiva, fino alla decisione di ripartire. Valentina rassicura Effi sul suo affetto e inizia a riflettere sull'attrazione che prova per lei, pur mantenendo anche quella per Bruno. Sentendo di aver ricostituito una famiglia, Valentina decide di far tornare Mattia dall'America.

## Personaggi

### Valentina Rosselli
Fotografa milanese alle prese con due situazioni sentimentali contemporaneamente: quella con Effi, che è innamorata di lei senza essere del tutto contraccambiata, e quella con Bruno, già suo amante in Nostalgia, che rincontra casualmente in Germania.

### Effi Lang
Giovane ragazza bavarese, studentessa di etologia. Dopo essere stata salvata da Valentina, si è innamorata di lei. Valentina inizialmente non ricambia il suo amore, ma un po' alla volta inizia ad esserne attratta. È molto gelosa di Bruno, l'altro amante di Valentina.

### Bruno
Violoncellista e amante di Valentina. Rispetto alla prima relazione, in cui Valentina si sentiva in colpa nei confronti di Philip, stavolta lei è più a suo agio nel riprendere la relazione con Bruno.

## Pubblicazioni
- linus gennaio/aprile 1983[1][2][3][4]
- Milano Libri (Per amore di Valentina) settembre 1983
- RCS (Volume 10) 2007
- Salani (Relazioni pericolose) 2010
- Mondadori (Volume 13) 2015